# Letiště Jásira Arafata
Mezinárodní letiště Jásira Arafata (مطار ياسر عرفات الدولي‎ Maṭār Yāsir 'Arafāt ad-Dawli), dříve Mezinárodní letiště Gaza a Mezinárodní letiště Dahaniya, se nachází v pásmu Gazy, mezi Rafahem a Dahaníjou, blízko egyptské hranice. Letiště bylo otevřeno dne 24. listopadu 1998, a ukončilo činnost během Druhé Intifády 8. října 2000. Radarová stanice a řídící věž byly vybombardovány během izraelského útoku.

## Historie
Letiště je vlastněno a bylo provozováno Státem Palestina a sloužilo jako domovské letiště pro Palestinian Airlines. Mělo kapacitu 700 000 cestujících za rok a bylo provozováno nepřetržitě 24 hodin denně a 365 dní v roce. Celková plocha letiště je 235 hektarů. Letiště bylo uzavřeno v roce 2001 poté, co bylo těžce poškozeno Izraelskými obrannými silami. Po jeho zničení zůstalo jediným provozuschopným letištěm v Gaze Letiště Guš Katif (nyní již také nepoužitelné). Nejbližší veřejná letiště v oblasti jsou Ben Gurionovo mezinárodní letiště u Tel Avivu v Izraeli a Mezinárodní letiště El-Aríš u Aríše v Egyptě.
Výstavba letiště byla umožněna dohodami z Osla (Oslo II. z roku 1995). Letiště bylo postaveno s použitím financí z Japonska, Egypta, Saúdské Arábie, Španělska a Německa. Bylo navrženo marockými architekty (po vzoru letiště v Casablance) a inženýry placenými marockým králem Hassanem II. Celková cena byla $86 milionů, stavbu prováděla firma Usama Hasan Elkhoudary. Po roce stavby bylo otevřeno dne 24. listopadu 1998; účastníky na slavnostním zahájení byli mimo jiné Jásir Arafat a americký prezident Bill Clinton. V době otevření bylo letiště uváděno jako důkaz pokroku směrem k palestinské státnosti. Letiště má přiděleno mezinárodní kódy (IATA: GZA, ICAO: LVGZ). Partnerské letiště bylo Mohammed V International Airport, v Casablance v Maroku.

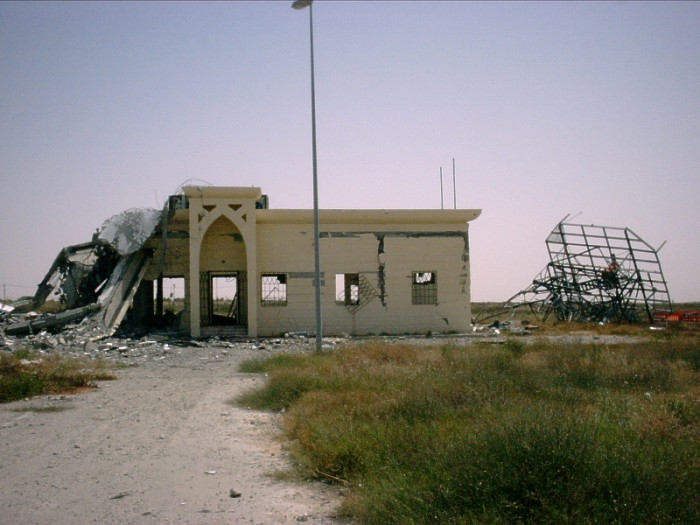
Poškozené budovy

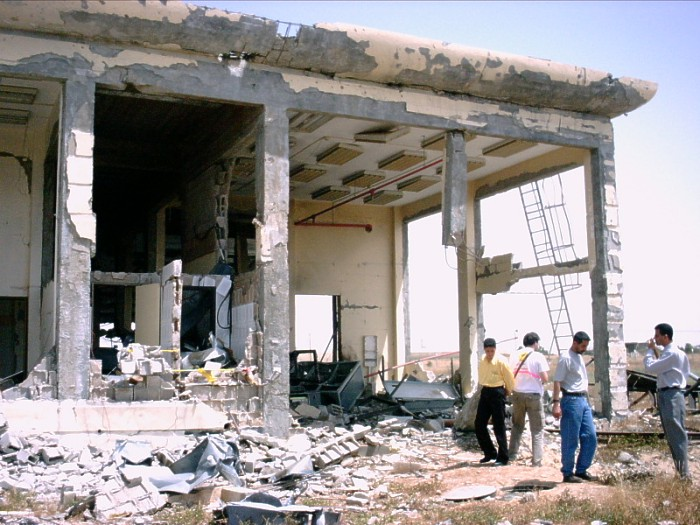
Mezinárodní letiště Jásira Arafata

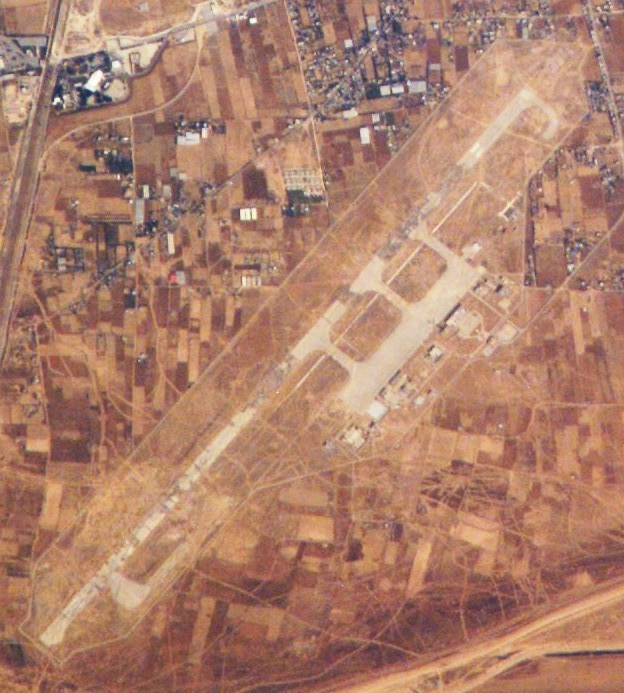
Satelitní snímek dráhy z roku 2008

Radarová stanice a řídící věž byly zničeny Izraelským letectvem dne 4. prosince 2001, po zahájení Intifády al-Aksá. Buldozery přetnuly na několika místech dráhu 10. ledna 2002. Od roku 2001 do roku 2006 personál letiště ještě obsluhoval pokladny a třídírnu zavazadel, i když žádná letadla už v tomto období nemohla letiště používat.
Mezinárodní organizace pro civilní letectví (ICAO) důrazně odsoudila Izrael za zničení letiště, které je považováno za porušení Úmluvy o potlačování protiprávních činů proti bezpečnosti civilního letectví (Montrealská úmluva, 1971). ICAO také vyzvalo Izrael, aby přijal opatření k obnovení letiště umožňující jeho znovuotevření.
Dne 22. července 2010 se 7203 dětí z Gazy ve věku mezi 6 a 15 lety zúčastnilo ustavení nového světového Guinnessova rekordu za současné driblování míčem na nepoškozené části asfaltové dráhy.